# Mamsen-mordene i Møgeltønder 2010
Mamsen-mordene i Møgeltønder 2010 var to mord, der skete om aftenen den 17. september 2010 i Møgeltønder. Først den 18. september 2010 først på eftermiddagen blev den 68-årige Elke Ibsen Mamsen og hendes 42-årige søn Hans Mamsen fundet knivdræbt i forstuen til ejendommen Gyden 1 i Møgeltønder. Elkes aldrende ægtemand, som også hed Hans Mamsen, boede også i ejendommen, men opdagede ikke mordene, som politiet konstaterede var foregået allerede aftenen inden. Det var Elkes bekymrede søster, der gjorde fundet.
Indledningsvist mistænktes og fængledes Hans Mamsen senior for dobbeltdrabet, uden politiet dog kunne finde et motiv, mens naboer og andre afhørtes.
Den 22. september 2010 skete et gennembrud i sagen, så den 32-årige genbo og Andreas Linnet og hans 25-årige kammerat Jonas Melchior Hansen fængsledes. De aflagde under grundlovsforhøret samme dag delvis tilståelse. Indbyrdes kunne de to tidligere Kosovo-soldater ikke blive enige om, hvem som havde ført mordvåbenet. En af de tiltalte havde smidt kniven i Brede Å og efter han havde udpeget stedet blev kniven fundet af frømænd 29. september.
Et nævningeting i Retten i Sønderborg idømte 26. august 2011 Andreas Linnet og Jonas Melchior Hansen hver 16 års fængsel, for dobbeltdrabet på  Elke Ibsen Mamsen og hendes søn Hans Mamsen.
Et nævningeting i Vestre Landsret i Sønderborg skærpede 6. januar 2012 dommene over både Andreas Linnet og Jonas Melchior Hansen til livsvarigt fængsel.

## Eksterne links
| - Drabssager 2010 Arkiveret 29. november 2014 hos Wayback Machine - drabssageridanmark.beboer2650.dk - Elke Ibsen og Hans Nielsen Mamsen - afdøde.dk - Mor og søn fundet døde i Møgeltønder - BT 18. september 2010 - Mor og søn dræbt med flere knivstik - BT 18. september 2010 - Politiet betragter ligfund i Møgeltønder som dobbelt-drab Arkiveret 21. september 2010 hos Wayback Machine - TV Syd 18. september 2010 - Politiet savner motiv til dobbelt-drab i Møgeltønder Arkiveret 24. september 2010 hos Wayback Machine - TV Syd 19. september 2010 - To mænd anholdt i sag om dobbeltdrab fra Møgeltønder Arkiveret 27. september 2010 hos Wayback Machine - TV Syd 22. september 2010 - Sigtet for dobbeltdrabet i Møgeltønder løslades - BT 22. september 2010 - To mænd erkender Møgeltønder-drab - Ekstra Bladet 22. september 2010 - 32-årig erkender drab på Elke og Hans - BT 23. september 2010 - 32-årig tilstår dobbeltdrab Arkiveret 25. september 2010 hos Wayback Machine - TV Syd 23. september 2010 - Morder pralede med blodig fortid - BT 24. september 2010 - Faklerne braender for familien Mamsen Arkiveret 3. oktober 2010 hos Wayback Machine - TV Syd 24. september 2010 | - Kniv fundet i sag om dobbeltmord - Ekstra Bladet 29. september 2010 - Hans og Elke blev skåret i halsen - Ekstra Bladet 4. maj 2011 - 33-årig erkender dobbeltdrab i Møgeltønder - Jyllands-Posten 18. august 2011 - Tilstår dobbeltdrab i Møgeltønder - TV 2 Nyhederne 18. august 2011 - Anklager: Den 26-årige begik drabene Arkiveret 29. april 2015 hos Wayback Machine - JydskeVestkysten 23. august 2011 - Forsvarer tvivler på mistænkts forklaring - BT 23. august 2011 - Skyldige i dobbeltdrabet: Egnet til almindelig straf - Ekstra Bladet 26. august 2011 - Dobbeltdrab: Anklager kræver livstid - Ekstra Bladet 26. august 2011 - Dobbeltdrab: Begge er idømt 16 års fængsel - Ekstra Bladet 26. august 2011 - 16 år for drab i Møgeltønder - TV 2 Nyhederne 26. august 2011 - Dobbeltdrab: Anklager går efter livstid for Møgeltønder-morderne Arkiveret 4. december 2014 hos Wayback Machine - JydskeVestkysten 3. januar 2012 - Mordere får livstid - Ekstra Bladet 6. januar 2012 - Livstid for drabene på mor og søn Arkiveret 5. december 2014 hos Wayback Machine - TV 2 Nyhederne 6. januar 2012 |

| Kriminalitet | Spire Denne artikel om kriminalitet er en spire som bør udbygges. Du er velkommen til at hjælpe Wikipedia ved at udvide den. |

54°56′19.1″N 8°48′03.5″Ø / 54.938639°N 8.800972°Ø